# Laguna Chacas
La laguna de Chacas es una laguna del Perú, ubicada en el distrito de Juliaca en la provincia de San Román del departamento de Puno. Se halla en las inmediaciones de las localidades de Cocán y Chacas. Pertenece a la cuenca hidrográfica del río Coata.
Ubicada a 10 km al noroeste de la ciudad de Juliaca, es una laguna rodeada por bastos cerros como el Iquinito (el cual es el más alto de la zona), la laguna posee forma fusiforme y una superficie de 6,2 km² aproximadamente. Esta laguna propicia la existencia de flora y fauna diversas, fundamentalmente en el estiaje (temporada lluviosa).
Es un atractivo turístico de Juliaca.

## Fauna
Propicia la existencia de animales, especialmente durante la época de lluvias Aquí encontramos especies como:
- Neochen jubata Ganso andino
- Phoenicoparrus andinus Parihuana
- Phoenicopterus chilensis Flamenco austral
- Podiceps occipitalis juninensis Macá puneño